# Championnats du monde de vol libre
Les Championnats du monde de vol libre sont une compétition internationale de vol libre organisé tous les deux ans par la Fédération aéronautique internationale.

## Aile DeltaCross country
| Année | Vainqueur         | Vice               | 3°                   | Lieu                                                            |
| ----- | ----------------- | ------------------ | -------------------- | --------------------------------------------------------------- |
| 1976  | Terrence Delore   | Dean W. Kupchanko  | Steve Moyes          | Kössen, Autriche                                                |
| 1977  | Non Officiel      | Non Officiel       | Non Officiel         | Kössen Autriche Championnat Europe et championnat du monde Open |
| 1979  | Josef Guggenmos   | Johnny Carr        | Gérard Thevenot      | Grenoble, France                                                |
| 1981  | Pedro Paulo Lopes | Richard Pfeiffer   | Graham Slater        | Beppu, Japon                                                    |
| 1983  | Steve Moyes       | Stew Smith         | Graham Hobson        | Tegelberg Allemagne                                             |
| 1985  | John Pendry       | Steve Moyes        | Randy Haney          | Kössen, Tirol, Autriche                                         |
| 1987  | Rick Duncan       | Bruce Case         | Steve Moyes          | Mount Buffalo, Australie                                        |
| 1989  | Robert Whittall   | Thomas Suchanek    | John Pendry          | Fiesch, Suisse                                                  |
| 1991  | Thomas Suchanek   | Pedro Paulo Lopes  | Paulo Coelho         | Governador Valadares, Brésil                                    |
| 1993  | Thomas Suchanek   | Christopher Arai   | Mark Gibson          | Owens Valley, États-Unis                                        |
| 1995  | Thomas Suchanek   | Manfred Ruhmer     | Richard Walbec       | Ager, Espagne                                                   |
| 1997  | Guido Gehrmann    | Oleg Bondarchuk    | Manfred Ruhmer       | Forbes, Australie                                               |
| 1999  | Manfred Ruhmer    | Andre Luiz Wolf    | Pedro Matos          | Monte Cucco, Italie                                             |
| 2001  | Manfred Ruhmer    | Gerolf Heinrichs   | Robert Reisinger     | Algodonales-Cadiz, Espagne                                      |
| 2003  | Manfred Ruhmer    | Robert Reisinger   | Antoine Boisselier   | Brasilia, Brésil                                                |
| 2005  | Oleg Bondarchuk   | Robert Reisinger   | Gerolf Heinrichs     | Hay, Australie                                                  |
| 2007  | Attila Bertok     | Robert Reisinger   | Gerolf Heinrichs     | Big Spring, Texas, États-Unis                                   |
| 2009  | Alessandro Ploner | Jon Durand         | Thomas Weissenberger | Laragne, France                                                 |
| 2011  | Alessandro Ploner | Christian Ciech    | Primoz Gricar        | Monte Cucco, Italie                                             |
| 2013  | Manfred Ruhmer    | Alessandro Ploner  | Filippo Oppici       | Forbes, Australie                                               |
| 2015  | Christian Ciech   | Antoine Boisselier | Christian Voiblet    | Valle de Bravo, Mexico                                          |
| 2017  | Petr Benes        | Alessandro Ploner  | Christian Ciech      | Brasilia, Brésil                                                |
| 2019  | Alessandro Ploner | Christian Ciech    | Primoz Gricar        | Friuli Venezia Giulia, Italie                                   |
| 2021  | Annulé (Covid)    |                    |                      |                                                                 |
| 2023  | Du 6 au 9 Aout    |                    |                      | Krushevo, Macédoine du Nord                                     |

## ParapenteCross country
Masculin :
| Année | Vainqueur          | Vice                  | 3°                               | Nations           | Lieu                         |
| ----- | ------------------ | --------------------- | -------------------------------- | ----------------- | ---------------------------- |
| 1989  | Not Validated      | Not Validated         | Not Validated                    |                   | Not Validated                |
| 1991  | Robert Whittall    | Andy Hediger          | Urs Haari                        |                   | Dignes, France               |
| 1993  | Hans Bollinger     | Strobl E.             | John Pendry                      |                   | Verbier, Suisse              |
| 1995  | Stefan Stiegler    | Hans Bollinger        | J Sanderson                      |                   | Kitakyushu, Japon            |
| 1997  | John Pendry        | Christian Tammeger    | Jimmy Pacher                     |                   | Castejon de Sos, Espagne     |
| 1999  | Not Validated      | Not Validated         | Not Validated                    |                   | Bramberg Austria             |
| 2001  | Luca Donini        | Christian Tammeger    | Olivier Rossel                   |                   | Granada, Espagne             |
| 2003  | Alex Hofer         | Frank Thoma Brown     | Masataka Kawachi                 |                   | Larouco Montalegre, Portugal |
| 2005  | Steve Cox          | Christian Tammeger    | Stefan Wyss                      |                   | Governador Valadares, Brésil |
| 2007  | Bruce Goldsmith    | Jean-Marc Caron       | Thomas McCune                    |                   | Manilla, Australie           |
| 2009  | Andy Aebi          | Stefan Wyss           | Aljaz Valic                      |                   | Valle de Bravo, Mexico       |
| 2011  | Charles Cazeaux    | Luca Donini           | Andreas Malecki                  |                   | Piedrahita, Espagne          |
| 2013  | Jérémie Lager      | Charles Cazeaux       | Davide Cassetta                  |                   | Sopot, Bulgarie              |
| 2015  | Honorin Hamard     | Michael Maurer        | Torsten Siegel                   |                   | Colombie                     |
| 2017  | Pierre Rémy        | Guy Anderson          | (SLO) Jurij Vidic Honorin Hamard |                   | Monte Avena, Italie          |
| 2019  | Joachim Oberhauser | (RUS) Gleb SUKHOTSKIY | Honorin Hamard                   |                   | Krushevo, Macédoine          |
| 2021  | Russel Ogden       | Honorin Hamard        | Luc Armant                       |                   | Tucumán, Argentine           |
| 2023  | Maxime Pinot       | Honorin Hamard        | Pierre Rémy                      | ,,North Macedonia | Chamoux-sur-Gelon, France    |

Féminin :
| Année | Vainqueur             | Vice                  | 3°                          | Lieu                         |
| ----- | --------------------- | --------------------- | --------------------------- | ---------------------------- |
| 1989  | ?                     | ?                     | ?                           | Not Validated                |
| 1991  | ?                     | ?                     | ?                           | Dignes, France               |
| 1993  | ?                     | ?                     | ?                           | Verbier, Suisse              |
| 1995  | ?                     | ?                     | ?                           | Kitakyushu, Japon            |
| 1997  | ?                     | ?                     | ?                           | Castejon de Sos, Espagne     |
| 1999  | ?                     | ?                     | ?                           | Bramberg Austria             |
| 2001  | ?                     | ?                     | ?                           | Granada, Espagne             |
| 2003  | ?                     | ?                     | ?                           | Larouco Montalegre, Portugal |
| 2005  | ?                     | ?                     | ?                           | Governador Valadares, Brésil |
| 2007  | ?                     | ?                     | ?                           | Manilla, Australie           |
| 2009  | ?                     | ?                     | ?                           | Valle de Bravo, Mexico       |
| 2011  | ?                     | ?                     | ?                           | Piedrahita, Espagne          |
| 2013  | ?                     | ?                     | ?                           | Sopot, Bulgarie              |
| 2015  | Seiko Fukuoka Naville | Keiko Hiraki          | Nicole Fedele               | Colombie                     |
| 2017  | Seiko Fukuoka Naville | Ari Ellis (AUS)       | Silvia Buzzi Ferraris (ITA) | Monte Avena, Italie          |
| 2019  | Méryl Delferrière     | Yael MARGELISCH       | Kari ELLIS (AUS)            | Krushevo, Macédoine          |
| 2021  | Yael Margelisch       | Seiko Fukuoka Naville | Klaudia Bulgakow            | Tucumán, Argentine           |
| 2023  | Méryl Delferriere     | Constance Mettetal    | Nanda Walliser              | Chamoux-sur-Gelon, France    |

## Sources
- (en) « FAI Champions of the past : Hang Gliding Class 1 », sur fai.org via Wikiwix (consulté le 4 janvier 2024)